# Saint Albans (Virginie-Occidentale)
Pour les articles homonymes, voir Saint Albans.
La ville de Saint Albans est située dans le Comté de Kanawha, dans l’État de Virginie-Occidentale, aux États-Unis. Lors du recensement de 2010, sa population s’élevait à 11 044 habitants. 
La ville a successivement porté le nom de Philppi (en hommage à Philip Thomas), puis de Coalsmourth (pour sa situation à l'embouchure de la Coal River) puis Kanawha City (en référence à la rivière du même nom). Son nom actuel, adopté en 1871, proviendrait de Saint Albans dans le Vermont ou de St Albans en Angleterre.